# Ophthalmitis specificaria
Ophthalmitis specificaria là một loài bướm đêm trong họ Geometridae.